# Вуд, Стивен
Сти́вен Майкл Вуд (англ. Stephen Michael Wood; 1961—1995) — австралийский гребец-байдарочник, выступал за сборную Австралии в середине 1980-х — начале 1990-х годов. Бронзовый призёр летних Олимпийских игр в Барселоне, серебряный и бронзовый призёр чемпионатов мира, победитель регат национального и международного значения.

## Биография
Стивен Вуд родился 17 марта 1961 года. Активно заниматься греблей начал в раннем детстве, проходил подготовку в одном из спортивных клубов штата Виктория.
Первого серьёзного успеха на взрослом международном уровне добился в 1986 году, когда попал в основной состав австралийской национальной сборной и побывал на чемпионате мира в канадском Монреале, откуда привёз награду бронзового достоинства, выигранную совместно с Грантом Кенни в зачёте двухместных байдарок на дистанции 1000 метров. Благодаря череде удачных выступлений удостоился права защищать честь страны на летних Олимпийских играх 1988 года в Сеуле — участвовал в программе байдарок-четвёрок на тысяче метрах, дошёл до финальной стадии и в решающем заезде был близок к призовым позициям, показав на финише четвёртый результат.
После сеульской Олимпиады Вуд остался в основном составе гребной команды Австралии и продолжил принимать участие в крупнейших международных регатах. Так, в 1991 году он выступил на мировом первенстве в Париже, где стал серебряным призёром в гонке четвёрок на десяти километрах. Год спустя благополучно прошёл квалификацию на Олимпийские игры 1992 года в Барселоне — в составе четырёхместного экипажа, куда также вошли гребцы Рэймон Андерссон, Келвин Грэм и Иэн Роулинг, завоевал бронзовую медаль в четвёрках на тысяче метрах, пропустив вперёд только команды из Германии и Венгрии.
Кроме спринтерских гонок на байдарках Вуд участвовал и в марафонских заездах. Например, в 1992 году он одержал победу на марафонском гребном чемпионате мира в Брисбене, одолев всех соперников в байдарках-двойках на дистанции 45 км. Был женат на голландской гребчихе Аннемари Кокс, которая в связи с этим сменила гражданство и выступала за Австралию. В 1993 году у них родился сын.
В период 1988—1992 годов Вуд работал преподавателем в Австралийском институте спорта. В 1995 году вернулся в сборную и пытался пройти отбор на Олимпийские игры в Атланту, однако во время одной из тренировок получил травму локтя и вынужден был отказаться от продолжения спортивной карьеры. Сильно переживал из-за этого, а 23 ноября в Брисбене покончил жизнь самоубийством.